# Monarquía universal

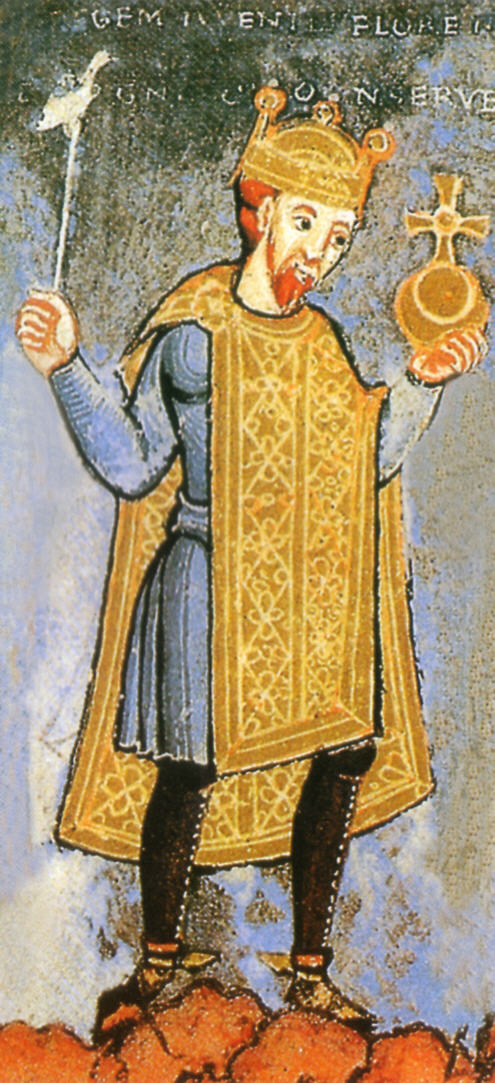
El emperador Enrique III sostiene un orbe crucífero, como símbolo de su pretensión de dominium mundi (dominio del mundo).

Monarquía universal o imperio universal son conceptos ideológicos y geopolíticos que pretenden el predominio o hegemonía total de una monarquía o imperio sobre el resto de los Estados de la totalidad del mundo, o al menos de la parte conocida del mundo ("mundo conocido") o la parte que se entienda como habitable (ekumene) o civilizada; diferenciándose de otro tipo de monarquías o Estados que no pretenden tal grado de soberanía total.
El concepto surgió históricamente en varias entidades políticas de Europa y Asia; vinculándose con el concepto de imperio, aunque trascendiendo de él.

## Historia
Ya en el comienzo de la historia surgieron imperios con vocación universal, que pretendían el control sobre todo el mundo conocido, acuñándose expresiones como "del mar grande al mar pequeño" (del Golfo Pérsico al Mar Mediterráneo) o "el Alto y el Bajo Egipto", respectivamente para los imperios del Antiguo Oriente Próximo y el Antiguo Egipto. La búsqueda de los confines míticos de la tierra por Alejandro Magno, o de los finisterres atlánticos y de los límites extremos (limes de las tres partes del mundo) por el Imperio romano tuvieron una base similar.
En la Antigüedad tardía y la Edad Media europea, el nuevo contexto cultural y religioso del cristianismo se superpuso a la herencia cultural clásica grecorromana y el concepto de Estado y sociedad del Imperio romano. De ese sincretismo surgió la oposición de dos poderes universales que se disputaban el dominium mundi ("dominio del mundi"): el Pontificado y el Imperio (primero el Imperio Bizantino y desde el siglo IX el Sacro Imperio Germánico). Teocracia y cesaropapismo fueron sus principios animadores.
La crítica del concepto dominus mundi ("señor" del mundo) a partir de la crisis de la escolástica se expresó en filósofos como Nicolás Oresme. Otros autores que reflexionaron sobre el asunto fueron, ya en el humanismo, Erasmo de Róterdam y Guillaume Postel.
La reforma protestante, que convivió con la pretensión de Carlos V de establecer su idea del Imperio, tendió a rechazar el concepto, identificándolo con el propio catolicismo (de hecho, "católico" quiere decir "universal").

### Europa
El emperador bizantino pretendía ser el "único soberano" y cabeza de la cristiandad, aunque en la práctica su prolongada decadencia no pudo sostener tal pretensión. En el prolongado periodo ocupado por el Imperio bizantino se distinguen dos fases, la inicial, plasmada en la idea de Eusebio de Cesarea de que tal como hay un solo Dios debe haber un solo Emperador, desarrollada en el siglo X en la concepción del emperador como paterfamilias de una familia de reyes que eran los demás gobernantes del mundo. Esas concepciones bizantinas de la naturaleza universal del poder imperial fueron heredadas por el Imperio otomano, especialmente con la adición del califato al sultanato.

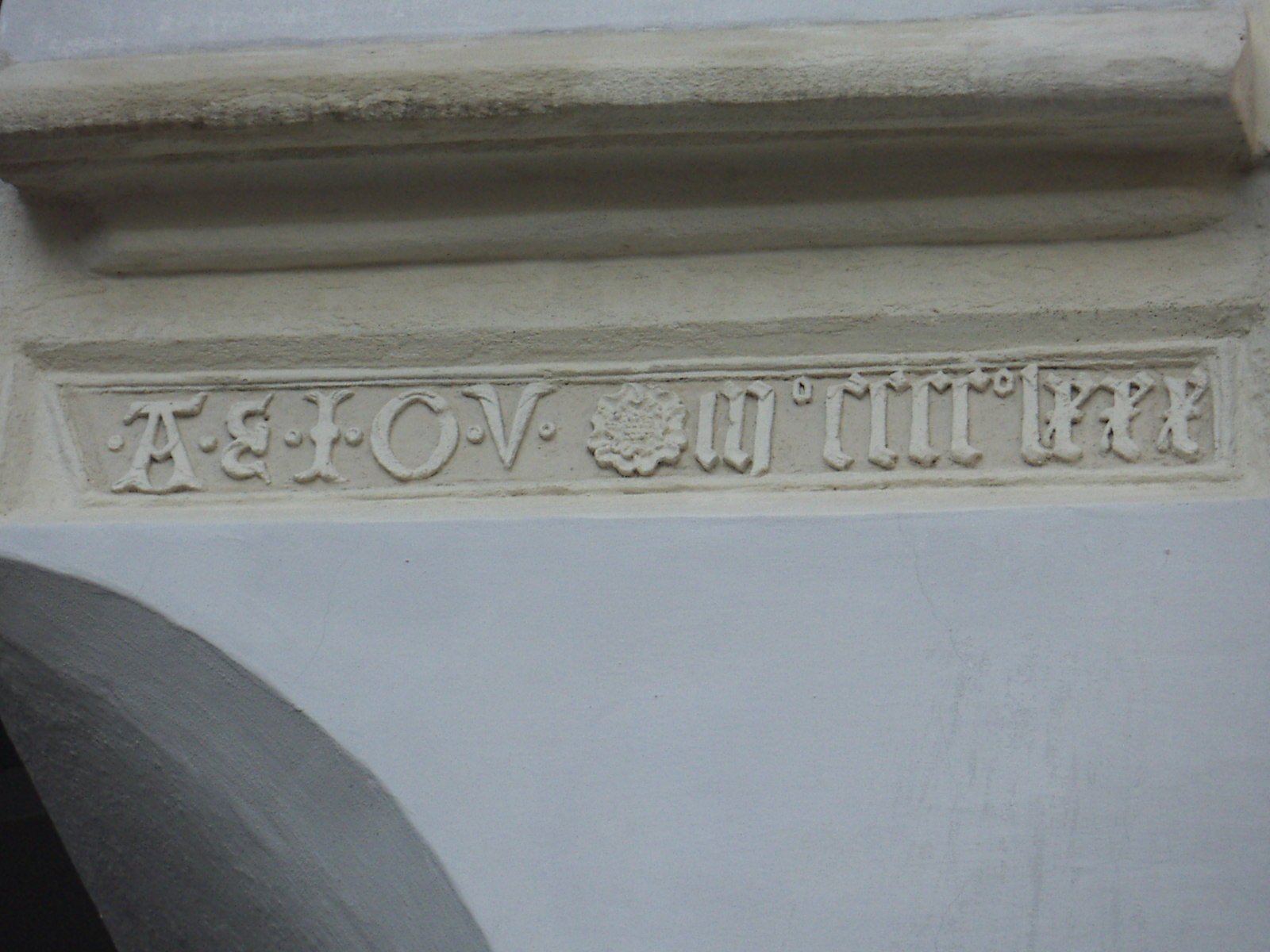
Inscripción fechada en 1453 con el lema "AEIOU", que suele interpretarse, en latín: Austriae est imperare orbi universo ("El destino de (los) Austrias es gobernar el mundo"); o bien, en alemán: Alles Erdreich ist Österreichs untertan ("Todo el mundo está sometido a Austria").

La idea de un único emperador soberano se sustanció en Occidente con Carlomagno y su imperio, que se convirtió con los otónidas y sus sucesores en el Sacro Imperio Romano Germánico. La idea de prelación del Imperio sobre los reinos de Europa occidental fue aceptada por éstos, especialmente por cuanto se mantuvo en un plano teórico, y subsistió a la fragmentación territorial del Imperio, que se vació de poder político o militar efectivo. La pretensión de supremacía se expresó en lemas como el A.E.I.O.U. de Federico III de Habsburgo.
El Imperio de Carlos V, extendido por Europa y América, "era el más cercano que el mundo post-clásico llegó a ver como una verdadera monarquía extendida por todo el mundo, y por lo tanto, la aproximación más cercana al imperio universal" desde el Imperio romano. Sus defensores lo veían como un imperio mundial incluyente, basado en principios religiosos.
Otras monarquías con vocación universal surgieron en ambos extremos de Europa: Inglaterra y Rusia. La monarquía universal rusa o Imperio ruso era de religión ortodoxa, feudal en lo socioeconómico y autócrata en lo político, basada en la figura sagrada del zar. Estableció un vasto continuo territorial entre Europa y Asia, y se consideraba a sí misma la Tercera Roma. La monarquía universal inglesa o Imperio británico era de religión anglicana, capitalista y burguesa en lo socioeconómico y liberal en lo político. Estableció una verdadera talasocracia (gobierno de los mares), sin continuidad territorial. Ambas tenían similitudes y diferencias con la Monarquía Católica, Monarquía Hispánica o Imperio español, que había sido hegemónico entre 1525 y 1648. La hegemonía francesa desde 1648 puso al "rey Sol", Luis XIV, en el centro de las monarquías europeas, pero la nueva situación internacional, basada en el equilibrio europeo, le impidió proponerse seriamente un predominio absoluto, más que en el interior de su reino (absolutismo).
Si la cercanía al protestantismo trajo "desunión más que unión" al imperio británico, y el catolicismo unidad ideológica al español, es cuestión poco evidente; siendo más bien las cuestiones económicas y el federalismo político los principios que proporcionaron unidad a un imperio que no podía sostener firmemente el principio de unidad religiosa (Imperial Federation -"federación imperial"- promovida Joseph Chamberlain).
La revolución francesa tuvo una vocación universalista que se desarrolló de forma extensa en el Imperio napoleónico, que más que una monarquía universal creó un sistema continental (en:continental system).
La última pretensión de crear una monarquía universal centrada en Europa fue la del Segundo Imperio Alemán al inicio de la Primera Guerra Mundial, enseguida frustrada por los hechos.

### Asia

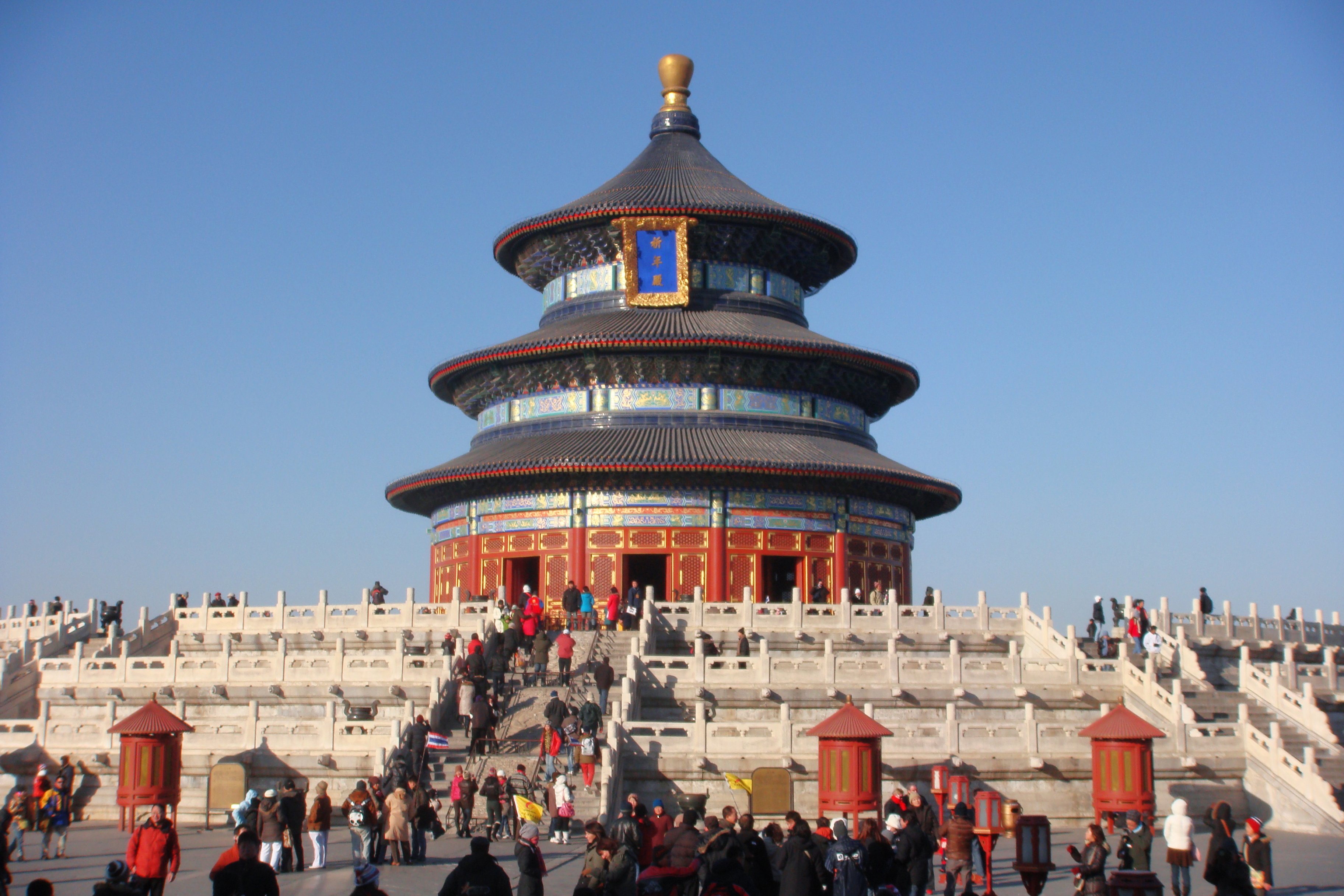
Templo del Cielo, en Pekín, considerado, de forma sinocéntrica, como el centro del mundo.

En Asia ocurrió un proceso paralelo. Mientras en Occidente el título de emperador había perdido buena parte de sus connotaciones religiosas en la Edad Moderna, el título en Asia oriental las había conservado enteramente. Comúnmente se denominaba hijo del cielo. Aquí el título denota un papel mayor y celestial (se habla de celeste imperio), en contraste con la figura de los reyes, que gobiernan cielos y tierra y por extensión los presidentes de república actuales, que tienen cargos terrenales. El Imperio Chino era una monarquía universal que veía a todos los demás reyes como tributarios. El concepto se desarrolló extensivamente por los mongoles, que, bajo Genghis Khan fueron capaces de llevarlo más allá de China.
El intento japonés por unificar Asia suroriental en la denominada Esfera de co-prosperidad de la Gran Asia Oriental -Greater East Asia Co-Prosperity Sphere- bajo el emperador Hirohito siguió el modelo de espacio vital propio de los estados totalitarios de inspiración fascista (la Italia fascista y la Alemania nazi) tanto como el más clásico del Segundo Imperio Alemán y el del imperialismo británico de Joseph Chamberlain, que se basaba en la unión económica; aunque en este caso adornada con conceptos religiosos tradicionales del Japón. 

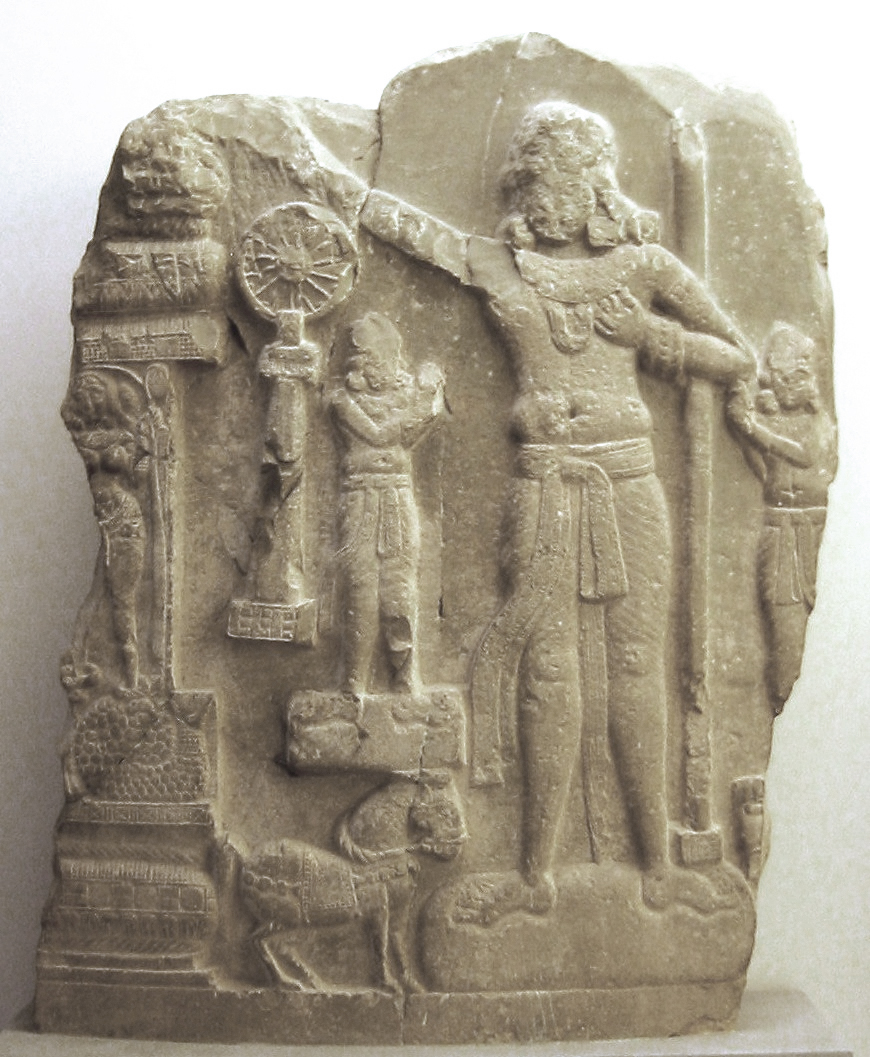
Chakravartin.

El concepto hinduista-budista de chakravartin es una perfecta ilustración del concepto de monarquía universal, la rueda que gira sin que nada la detenga, simbolizando al goberante universal ideal (sarvabhauma) que gobierna ética y benevolentemente sobre el mundo entero.